# Патрік Челльберг
Патрік Челльберг (швед. Patric Kjellberg, нар. 17 червня 1969, Треллеборг) — колишній шведський хокеїст, що грав на позиції крайнього нападника. Грав за збірну команду Швеції.

## Ігрова кар'єра
Професійну хокейну кар'єру розпочав 1988 року.
1988 року був обраний на драфті НХЛ під 83-м загальним номером командою «Монреаль Канадієнс». 
Протягом професійної клубної ігрової кар'єри, що тривала 16 років, захищав кольори команд АІКа, «Монреаль Канадієнс», ГВ-71, «Юргорден», «Нашвілл Предаторс» та «Майті Дакс оф Анагайм».
Виступав за збірну Швеції.

## Нагороди та досягнення
Клубні
- Чемпіон Швеції в складі ГВ-71 — 1995.

Збірна
- Срібний призер молодіжного чемпіонату світу 1989.
- Чемпіон світу — 1992 та 1998.
- Олімпійський чемпіон — 1994.

## Статистика
| Сезон        | Клуб                    | Ліга         | Регулярний сезон | Регулярний сезон | Регулярний сезон | Регулярний сезон | Регулярний сезон | Плей-оф | Плей-оф | Плей-оф | Плей-оф | Плей-оф |
| Сезон        | Клуб                    | Ліга         | І                | Г                | П                | О                | ШХ               | І       | Г       | П       | О       | ШХ      |
| ------------ | ----------------------- | ------------ | ---------------- | ---------------- | ---------------- | ---------------- | ---------------- | ------- | ------- | ------- | ------- | ------- |
| 1985-1986    | Фалун ІФ                | Дивізіон 1   | 5                | 0                | 2                | 2                | 0                |         |         |         |         |         |
| 1986-1987    | Фалун ІФ                | Дивізіон 1   | 32               | 11               | 13               | 24               | 16               |         |         |         |         |         |
| 1987-1988    | Фалун ІФ                | Дивізіон 1   | 29               | 15               | 10               | 25               | 6                |         |         |         |         |         |
| 1988-1989    | АІК                     | Елітсерія    | 25               | 7                | 9                | 16               | 8                |         |         |         |         |         |
| 1989-1990    | АІК                     | Елітсерія    | 33               | 8                | 16               | 24               | 6                | 3       | 1       | 0       | 1       | 0       |
| 1990-1991    | АІК                     | Елітсерія    | 38               | 4                | 11               | 15               | 18               |         |         |         |         |         |
| 1991-1992    | АІК                     | Елітсерія    | 40               | 20               | 13               | 33               | 16               |         |         |         |         |         |
| 1992-1993    | «Фредеріктон Канадієнс» | АХЛ          | 41               | 10               | 27               | 37               | 14               | 5       | 2       | 2       | 4       | 0       |
| 1992-1993    | «Монреаль Канадієнс»    | НХЛ          | 7                | 0                | 0                | 0                | 2                | --      | --      | --      | --      | --      |
| 1993-1994    | ГВ-71                   | Елітсерія    | 40               | 11               | 17               | 28               | 18               |         |         |         |         |         |
| 1994-1995    | ГВ-71                   | Елітсерія    | 29               | 5                | 15               | 20               | 12               | --      | --      | --      | --      | --      |
| 1995-1996    | Юргорден                | Елітсерія    | 40               | 9                | 7                | 16               | 10               | 4       | 0       | 2       | 2       | 2       |
| 1996-1997    | Юргорден                | Елітсерія    | 49               | 29               | 11               | 40               | 18               | 4       | 2       | 3       | 5       | 2       |
| 1997-1998    | Юргорден                | Елітсерія    | 46               | 30               | 18               | 48               | 16               |         |         |         |         |         |
| 1998-1999    | «Нашвілл Предаторс»     | НХЛ          | 71               | 11               | 20               | 31               | 24               | --      | --      | --      | --      | --      |
| 1999-2000    | «Нашвілл Предаторс»     | НХЛ          | 82               | 23               | 23               | 46               | 14               | --      | --      | --      | --      | --      |
| 2000-2001    | «Нашвілл Предаторс»     | НХЛ          | 81               | 14               | 31               | 45               | 12               | --      | --      | --      | --      | --      |
| 2001-2002    | «Нашвілл Предаторс»     | НХЛ          | 12               | 1                | 3                | 4                | 6                | --      | --      | --      | --      | --      |
| 2001-2002    | «Майті Дакс оф Анагайм» | НХЛ          | 65               | 7                | 8                | 15               | 10               | --      | --      | --      | --      | --      |
| 2002-2003    | «Майті Дакс оф Анагайм» | НХЛ          | 76               | 8                | 11               | 19               | 16               | 10      | 0       | 0       | 0       | 0       |
| Усього в НХЛ | Усього в НХЛ            | Усього в НХЛ | 289              | 54               | 65               | 119              | 194              | 6       | 2       | 0       | 2       | 4       |